# Kepler-438
Kepler-438 — одиночная звезда в созвездии Лиры. Находится на расстоянии 470 световых лет от Солнца.
Является красным карликом спектрального класса M. Относится к классу вспыхивающих звёзд. Вспышки на ней происходят раз в несколько сотен суток, при этом они в 10 раз мощнее когда-либо зарегистрированных вспышек на Солнце. Звезда имеет массу равную 0,54 массы Солнца и радиус равный 0,52 радиуса Солнца.

## Планетная система
Kepler-438 примечательна своей планетной системой, которая включает экзопланету Kepler-438 b — возможно похожий на Землю мир в пределах зоны обитаемости.